# フィルターバブル

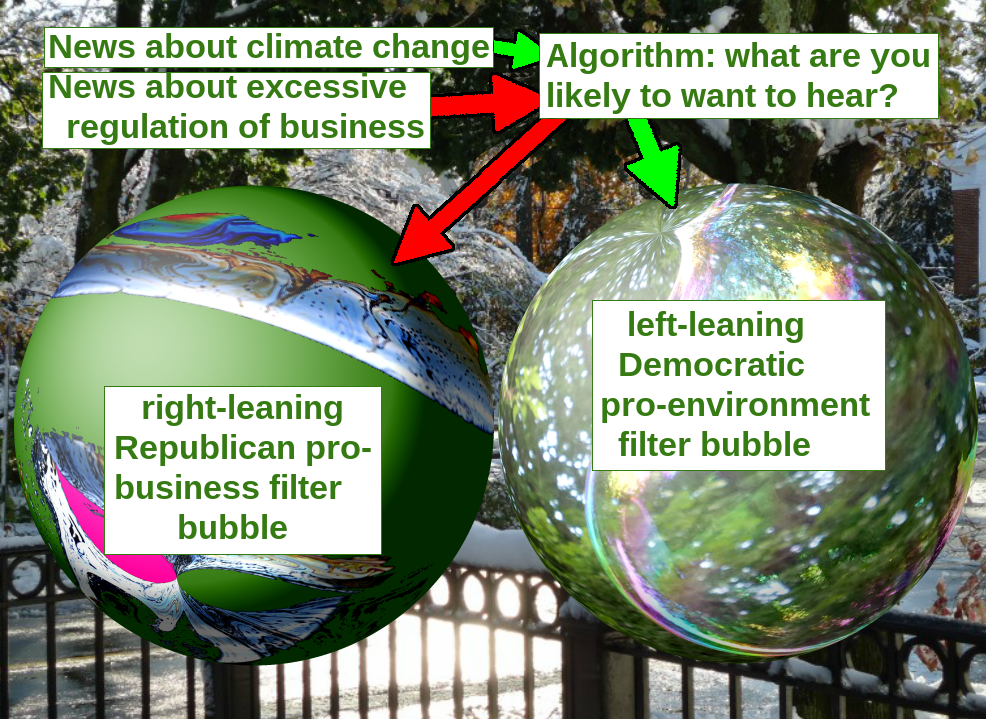
フィルターバブルで異なる意見が見えなくなるしくみ

フィルターバブル (filter bubble) とは、インターネットのユーザがネットから得る情報が、自分と同じ意見や趣味のものばかりになり、異なる意見や趣味が見えなくなる現象のことである。
インターネット上のサービスが各ユーザーが好きな情報を優先しそうでない情報を遮断する機能（コンテンツフィルター）を搭載したせいで、各ユーザはまるで泡（バブル）の中に包まれたような状態になり、バブルの外の世界が見えなくなった、という意味を込めてこう命名された。

## 発生原因
YouTubeやInstagram、Amazon、TikTokなどさまざまなインターネットサービスではユーザが何を見て何に興味があるのかを記録しており、その記録を使い、次にユーザが求めるコンテンツを予測して、それにあったものばかりを提示する。この機能はパーソナライズ（サービスの最適化）と呼ばれ、自分が興味を持っているコンテンツを中心に提示してくれるので、ユーザからすると表面的には便利な機能といえるが、一方で自分の意見と異なる意見や新しいトピックに触れる機会が大きく奪われる。

## 技術的な詳細
インターネットの検索サイトは、各ユーザーを識別する仕組み（クッキー、フィンガープリントなど）を用いて、各ユーザーの所在地、過去のクリック履歴、検索履歴など、各ユーザーのプライベートな情報を把握している。そして、YoutubeやTikTokなどのサービスはユーザーのプライベート情報をそれぞれのアルゴリズムに基づいて解析し、そのユーザーが見たいだろうと推定される情報を優先的に表示し、ユーザーが見たくないだろうと推定される情報を遮断している（この仕組みをコンテンツフィルタリングという）。そして、各ユーザーごとに"最適化"することをパーソナライズ、またはパーソナライゼーションと呼んでいる。このパーソナライゼーション機能はGoogleやFacebookなど、ほとんどのサービスで使われている。
その結果、各ユーザは同一の「インターネット」を見ているつもりでも、実際に見ているのは異なった世界になってしまっている。
フィルタリングにより自分の意見や好みに合致する情報ばかりを提示されてしまうと、自分と異なる意見や好み以外の情報をインターネットで見ることができなくなる。そして、自分の好みに合わない情報から隔離され、同じ意見を持つ人々同士で群れ集まるようになり、それぞれの集団ごとで皮膜（バブル）の中に孤立するようになっていく。
まるで「エコー・チェンバー」にいるかのように、あらゆる方向から自分と同じ意見が返ってくるような閉じた空間にいた結果、様々な人の意見を聞いて様々な考え方を知ることが出来るのではなく、単に自分の意見が増幅・強化されるだけとなる「エコーチェンバー現象」などとも関係が深い用語である。

## 命名者
この語はインターネットの環境活動家であるイーライ・パリサーが2011年に出版した同名の題の著書『The Filter Bubble』（邦訳は『閉じこもるインターネット』のタイトルで2012年に刊行）の中で作った。この本によると、ユーザーは次第に自分の考えと対立する観点の情報に触れることができなくなり、自分自身の情報皮膜の中で知的孤立に陥るという。イーライ・パリサーは2016年に、「あなたに『いいね!』する人の書き込みだけを見ている間に、あなたが大嫌いな人が大統領になっていて驚くわけですよ」と述べた。

## 理解史
2010年ころは、パリサーはフィルターバブルの概念を、「（検索エンジンの）アルゴリズムによりもたらされる、情報の個人的生態系」と定義していた。同じ現象を表すのに、「イデオロギー的額縁 (ideological frame)」、あるいは「インターネットで検索するときにあなたを包んでいる比喩的な球体」 といった他の表現が使われたこともあった。
インターネット利用者が「リンクを踏む、フレンドを閲覧する、動画を再生キューに入れる、ニュースを読む」などして特定のトピックスに興味を示すと、過去の検索履歴は蓄積される。そこでインターネット事業者はそうした情報を利用してそのユーザー向けの広告をターゲットしたり、検索結果がより目立つようにしたりする。
パリサーの憂慮は、「ホテル・カリフォルニア効果」として2010年にティム・バーナーズ＝リーがガーディアン紙で示した憂慮にやや似ている。これは、インターネットのソーシャル・ネットワークのサイトが（インターネット利用者のシェアを拡大する目論見で）他の競合するサイトを遮断しているので、特定のインターネット・サイトに「入れば入るほどにその情報から脱出できなくなる」ことに関連して述べたものだった。こうした運営はワールドワイドウェブをばらばらに分断するリスクを孕む「コンテンツの閉じたサイロ」になるという。
パリサーは著書『フィルターバブル』で、フィルター付き検索の潜在的欠点は「我々を新しいアイデア、話題、重要な情報から締め出すことになる」 「我々の狭い私欲が世界の全てであるという印象を生み出す」と警告する。パリサーの見方では、これは個人と社会の双方にとって潜在的に有害だとする。彼はグーグルとフェイスブックを「ユーザーにお菓子ばかり与えて野菜を少ししか与えない」と批判した。

パリサーによれば、フィルターバブルが「市民的対話をひそかに破壊」して人々を「プロパガンダと情報操作」に対してより無力になるとして、フィルターバブルの有害な効果は社会全体に害をなすとする。
フィルターバブルは、スプリンターネットまたはサイバーバルカン化と呼ばれてきた現象をさらに悪化させるとして描写されている。サイバーバルカン化は、インターネットが、自身のオンラインコミュニティーに隔離され異なる観点に触れなくなったような、似たような思想の人からなるサブグループに分裂してしまうことをいう。サイバーバルカン化という単語は1996年に生まれた造語である。

## フィルターの程度
サービスごとにフィルターの程度は異なる。特定個人に特化したフィルタリングがどの程度行われているかについて、いくつか異なる報告がされている。
2016年ごろ、すなわちアメリカ大統領選が行われていた頃のFacebookのフィルターの程度はまぎれもなく酷いものだった（後述）。

### 各人の確認法
検索にかけられているフィルタリングの効果は、ブラウザをプライベートモードで開き、普段の状態と比較することで確認できる可能性は高い。プライベートモードではキャッシュ、クッキー、履歴等がウインドウを閉じる度に消去されるので、過去の検索履歴に影響されない状態でブラウズできる。
ユーザーは気付いていないかも知れないが、各ブラウザはホームページのページ情報（htmlデータ）をサーバに対して要求する際に、PCの種類（Windows、Mac、Linuxなどの違い）、OSのバージョン（Windows11、Windows10... MacOS 10... Ubuntu xx 等々）、ブラウザーの種類（Chrome、Firefox、Safariなどの違い）やブラウザーのバージョン情報を、サーバーに対して勝手に送信・報告している（これはUser Agent情報という）。ネット上のサービスによっては、PC、OS、ブラウザーの種類でユーザをカテゴライズしフィルタリングをかけている可能性もあるので、念の為に他人のPCや店舗に展示されている自分の使用しているのとは異なる機種のPCの異なるブラウザで検証対象のサービスをブラウジングしてみると、より確実にフィルタリングの有無を確認できる。

### 検索の場合
アナリストのジェイコブ・ヴァイスバーグはスレート誌の記事で科学的ではないが実験を行った。異なるイデオロギー的背景をもった5人が同じ検索をした結果、5人の検索結果は、4件の異なる検索をしてもほぼ同一だった。このことから、万人が“俺様新聞(en:Daily Me)”に畜養されているというのは言い過ぎだとしている。
文芸評論家ポール・ブティンが2011年ころに異なる検索履歴をもつ人たちで似たような実験を行ったところ、ほとんど同じ検索結果というヴァイスバーグと似たような結果が得られた。
ハーバード大学のジョナサン・ジットレイン法学教授は、個人フィルターがどの程度グーグルの検索結果を歪めているかを議論し、「検索のパーソナリゼーションの影響は軽微だった」と述べている。
さらに、グーグルのパーソナリゼーション機能は、ウェブの履歴を消去するなどの手法でユーザーが選べば停止させることができるという報告もある。グーグルのスポークスパーソンは、ここで言うようなアルゴリズムはグーグル検索に「パーソナリゼーションを制限し多様化を促進するため」意図的に加えられていると示唆した。

### 音楽リコメンドの場合
特定個人に特化したリコメンドを分析したウォートン・スクールの科学研究では、オンライン音楽の好みに関しては、これらのフィルターは実際には断片化ではなくむしろ集団を作るほうに作用していることが分かった。消費者はフィルターを使うことで好みを制限するのではなく、拡張していた。

### フェイスブックの場合
フェイスブックの2016年のフィルタリングの状況は酷いものだった。フェイスブック自体がフィルターバブルの存在を認め、2017年にその対策を開始した。→#悪影響の事例、#フェイスブックの対応

## フィルターバブルの問題点とリスク
総務省の「情報通信白書」はフィルターバブルの問題点について、「一人ひとりが孤立する」「フィルターバブルは目に見えない」「ユーザー自身が選んでフィルターバブルの内側にいるわけではない」の3つを挙げている。
まず、ユーザーが自分で決断・選択したわけでもないのに知らず知らずのうちにバブルの膜に囲まれることが大きな問題点である。
- 思考の偏り - 自分の考えや思考に近い意見ばかりが正義だと思え、それを肯定する傾向が強まる反面、ほかの意見や思考を理解しにくくなる[16]。物事は自分に今見えている一面だけが真実というわけではない。本人にとって受け入れがたい情報が真実である場合もある[16]。
- 社会の分断のリスク、民主主義への脅威 - 意見や思想を極端化させた人々は考えが異なる他者を受け入れられず、話し合うことを拒否する傾向に陥る。フィルターバブルによるインターネット上の意見・思想の偏りが社会の分断を誘引し、民主主義を危険にさらす可能性がある[17]。
- 新規顧客との出会いの減少 - 企業の成長にはセールス活動で新たな顧客と出会うことが重要なのだが、フィルターバブル登場後はその機会が確実に減少している[16]。
- 情報漏えい - フィルタリングのために収集された情報が蓄積され、勝手にどこかで利用されている可能性がある[16]。

## 悪影響の事例

### 2016年のアメリカ大統領選挙
2016年に行われた米国大統領選挙はフィルターバブルの概念を一躍有名にした。選挙期間中のFacebookで、共和党のドナルド・トランプを支持する人にはトランプ支持の投稿のみが、民主党のヒラリー・クリントンを支持する人にはクリントン支持の投稿のみが表示された。支持しない党の情報は表示されなかった結果、アメリカの誰もが、自分が支持する党を皆が応援していると錯覚してしまった。

### 2021年の米国連邦議会乱入事件
2021年アメリカ合衆国議会議事堂襲撃事件にもフィルターバブルが作用していたと考えられている。暴挙を起こした集団のなかには陰謀論に立ち向かおうとする独善的な正義感を持った人々が混じっていたとみられており、フィルターバブル現象により自分たちの見たい情報だけを見て、それが世界すべての共通意見であるかのように錯覚し第三者からの指摘や反対意見が届かなくなり信念が強化され本事件を起こした人が含まれている可能性が高い。

### コロナパンデミックの際のデマ情報
新型コロナウイルスのワクチンに関するデマ情報の形成にも影響していたと考えられている。「ワクチンを打った女性は不妊になる」「ワクチンによって本来持っている免疫が破壊される」などのデマがフィルターバブルによって拡大・強化され、一部の人はあたかもそれが世界の真実であるかのように錯覚してしまった。

## 対策

### ウェブブラウザのプライベートモードを使う
もしも利用しているネット上のサービスが「プライベートブラウジング」による閲覧を受け付けるならば、フィルターバブルの外に出られる可能性がある。
たいていのブラウザには、クッキー、閲覧履歴、キャッシュ等を毎回消去するプライベートモード（シークレットモード）がある。これを使えば過去の検索履歴に影響されることはないが、PCの場合プライベートウインドウ内のタブ同士ではCookieは共有されているので、ウインドウを閉じないとCookieは消去されない。標準ウインドウでもブラウザ終了時にCookieを消去する設定項目が存在している。同様にこの機能の影響を受ける例として、検索連動型広告や行動ターゲティング広告などが挙げられる。

### ユーザの意識改革やファクトチェック
利用者は、自らのフィルターバブルを打ち破るよう行動できる。例えば、自分が接している情報を吟味するよう意識的な努力をしたり、「自分は幅広いコンテンツに接しているのだろうか」と自問する（メディア・リテラシー）。「利用者の偏見を妨げる技術に頼る」というよりも、むしろ「メディアに対してどのようにアプローチするか」という心理状態を変えるのである。これにより利用者は、未検証もしくは根拠の薄いニュース発信源を意識的に防ぐことができる。例えばIABのマーケティングのVPの、クリス・グルスコ（英：Chris Glushko）はフェイク・ニュースを見分けるためにSnopes.comのようなファクトチェックサイト（英：fact-checking site）を使うことを勧める。これはフィルターバブルを撃退するのにおいて有益な役割を果たすこともできる。

### フェイスブックの対応
ソーシャル・メディアにおける情報のフィルタリングについての最近の懸念を踏まえて、フェイスブックはフィルターバブルの存在を認め、それらを取り除くための一歩を踏み出した。2017年1月に、フェイスブックは一部のユーザーが話題性の高い出来事を見ることができないという問題に応えて、トレンディング・トピックス（英：Trending Topics）からパーソナライゼーションを除去した。フェイスブックの戦略は、2013年に導入された、ユーザーが共有記事を読んだ後に表示される「関連記事」（英：Related Articles）機能を廃止することである。今回、刷新された戦略では、このプロセスを反転させ、同じトピックについて異なる視点からの記事を表示する。フェイスブックはまた、信頼できる情報源からの記事のみが表示される精査プロセスを試みている。フェイスブックはクライグリスト（英：Craighslist）の創業者とその他数名とともに、「世界中のジャーナリズムへの信頼を高め、公衆により良い情報を提供する」取り組みに1400万ドルを投資した。これはたとえ友人からシェアされた記事だけを読んでいたとしても、少なくともそれらの記事は信頼できるものになるということである。

## 関連図書
- Pariser, Eli. The Filter Bubble: What the Internet Is Hiding from You, Penguin Press (New York, May 2011) ISBN 978-1-59420-300-8（邦訳：『閉じこもるインターネット―グーグル・パーソナライズ・民主主義―』イーライ・パリサー著、早川書房、2012.2.）
- Green, Holly (2011年8月29日). “Breaking Out of Your Internet Filter Bubble”.  Forbes. 2011年12月4日閲覧。
- Friedman, Ann. "Going Viral." Columbia Journalism Review 52.6 (2014): 33-34. Communication & Mass Media Complete.
- Bozdag, Engin; van den Hoven, Jeroen (18 December 2015). “Breaking the filter bubble: democracy and design”. Ethics and Information Technology 17 (4):  249-265.